# 셜리 존스
셜리 존스(Shirley Jones, 1934년 3월 31일 ~)는 미국의 배우, 가수이다.

## 영화
- 오클라호마 (1955년 영화)
- 엘머 갠트리
- 페페 (1960년 영화)
- 뮤직 맨 (1962년 영화)
- 포세이돈 어드벤처 2
- 나는 네가 지난 13일 금요일 밤에 한 일을 알고 있다
- 그랜드마 보이

## 텔레비전
- 폴리아나
- 제시카의 추리극장
- 멜로즈 플레이스
- 미녀마법사 사브리나
- 요절복통 70쇼
- 우리 생애 나날들
- 레이징 호프
- 찰리야 부탁해
- 빅토리어스
- 커트니 콕스의 러브 앤 프렌즈
- 핫 인 클리블랜드
- 제너럴 호스피털
- 숨겨진 숲의 비밀

## 연극
- 오클라호마!
- 사운드 오브 뮤직
- 왕과 나 (뮤지컬)
- 크리스마스 캐럴
- 브로드웨이 42번가